# Энсета Перье
Энсета Перье, или мадагаскарский банан (лат. Ensete perrieri), — вид банана, произрастающий на западе Мадагаскара. Мадагаскарский банан занесён в список видов, находящихся под угрозой исчезновения из-за вырубки лесов и изменения климата. Некоторые ботаники считают, что мадагаскарский банан является потенциальным источником устойчивости к панамской болезни, которая уничтожила банан Гро-Мишель и угрожает банану Кавендиш, являющемуся основным сортом в международной торговле бананами.

## Описание
Энсета Перье — травянистое дерево. Оно теряет все свои листья в сухой сезон, и остаётся только псевдостебель из остатков листовых оболочек.
Дерево мадагаскарского банана имеет высоту 5-6 метров. Корни белые, цилиндрические и толстые. Стебель окружён устойчивыми листовыми оболочками и, таким образом, приобретает вид большого ствола, вздутого у основания. В среднем длина его окружности у основания составляет 2 м, немного выше (на расстоянии 50 сантиметров) — 2,5 м, а на уровне нижних листьев — всего 0,7 м.

## Использование
Из-за своих крупных семян плод неприятен на вкус. Однако, возможно, с его помощью можно выращивать съедобные бананы. Традиционное малагасийское использование банана на юго-западе Мадагаскара заключается в измельчении стеблей в порошок в качестве средства от боли в желудке.

## Таксономия
Образец впервые был собран в Бетсибоке в 1905 году французским ботаником Пьером Клавери и хранится в гербарии Национального музея естественной истории во Франции. Мадагаскарский банан назван в честь французского ботаника Жозефа Мари Анри Альфреда Перье-де-ла-Бати и первоначально относился к роду Musa, но позже был переклассифицирован в род Энсета Эрнестом Энтвистлом Чизманом. Мадагаскарский банан является родственником абиссинского банана (Ensete ventricosum).

## Среда обитания и выращивание
Мадагаскарские бананы произрастают в сухих тропических лесах западного Мадагаскара. В 2018 году ботаники из ботанического сада Кью считали, что осталось всего три известных взрослых банановых дерева Мадагаскара, но были найдены и молодые растения. Энсета Перье имеет генетическую особенность, которая позволяет ей быть устойчивой к болезням. Мадагаскарские бананы можно найти в заповеднике Цинги-де-Бемараха.